# Cwm Hirnant
Cwm Hirnant är en dal i Wales. Den har givit namn åt den geologiska tidsåldern hirnant, för cirka 445 miljoner år sedan, under ordovicium. 

## Klimat
Kustklimat råder i trakten. Årsmedeltemperaturen i trakten är 5 °C. Den varmaste månaden är juli, då medeltemperaturen är 13 °C, och den kallaste är januari, med −2 °C.